# Agachila
Agachila is een geslacht van wantsen uit de familie van de Tingidae (Netwantsen). Het geslacht werd voor het eerst wetenschappelijk beschreven door Drake & Gómez-Menor in 1954.

## Soorten
Het genus bevat de volgende soorten:

- Agachila abimva (Schouteden, 1953)
- Agachila barbarae Göllner-Scheiding, 2012
- Agachila biafrana Drake & Gomez-Menor, 1954
- Agachila constanti Göllner-Scheiding, 2012
- Agachila epelys (Drake, 1963)
- Agachila heinrichae Göllner-Scheiding, 2012
- Agachila juergeni Göllner-Scheiding, 2003
- Agachila lueboensis (Schouteden, 1953)
- Agachila motoensis (Schouteden, 1953)
- Agachila thomasi Göllner-Scheiding, 2003